# Georges Redon
Pour les articles homonymes, voir Redon (homonymie).
Jules Georges Redon né à Paris le 16 novembre 1869 et mort dans la même ville le 22 janvier 1943 est un peintre, illustrateur, caricaturiste, affichiste, graveur et lithographe français.

## Biographie
Jules Georges Redon est le fils de Marie-Louise Hauneau et Victor Louis Redon.
Bien que né rue d'Hauteville à Paris, Georges est un enfant de Montmartre, quartier auquel il resta toute sa vie fidèle. Après son service militaire, il commence à dessiner dès 1893 pour des journaux d'actualité et humoristiques. Dans L'Univers illustré, il se fait le peintre des défilés carnavalesques. Il collabore aussi à L'Illustration, Le Journal pour tous, Le Petit Parisien illustré, Le Rire et Le Courrier français. Le périodique satirique anglais The Graphic lui passe commande. Schwarz, le fondateur de L'Assiette au beurre en fait l'un de ses plus fidèles contributeurs (1901-1905).
Dès 1897, il exécute des affiches publicitaires dans le style Art nouveau et ouvre à cette fin son propre atelier lithographique au 80, rue Caulaincourt. Il a également travaillé avec les Établissements Minot pour le tirage de ses épreuves, ainsi que pour Chaix (via Jules Chéret).
Proche des acteurs de la vie nocturne montmartroise, il décore de nombreux cabarets et restaurants, dont le restaurant Foyot, le Café de Paris, L'Abbaye de Thélème (place Pigalle). En particulier pour ces établissements et quelques autres (comme le Café Riche, le Claridge ou le Carlton de Londres), il réalise également entre 1900 et 1914 des éventails publicitaires.
Les gravures et peintures de Redon sont exposées régulièrement : il est au Salon des artistes français, à la Société nationale des beaux-arts, au Salon d’automne — dont il est le secrétaire fondateur —, au Salon des peintres lithographes de 1909 et 1913, où deux de ses œuvres sont acquises par l’État. En 1907, il fait partie des 22 artistes réunis par Félix Juven pour composer le premier Salon des humoristes.
Durant la Première Guerre mondiale, il est mobilisé durant tout le conflit en tant que sous-officier, travaillant à l'atelier de la section du camouflage, tout en continuant son travail de dessinateur.
Après la guerre, Redon illustre des livres pour la jeunesse, tout en produisant quelques affiches inspirées par le thème de l'enfance. Il habite à cette époque 5, rue Bourdaloue.
Il épouse Marie-Eugénie Chapuis en 1910.
En septembre 1939, il est nommé chevalier de la Légion d'honneur sous le parrainage de Jean Villemot. Au moment du déclenchement de la Seconde Guerre mondiale, il décide de quitter Paris pour Oinville-sur-Montcient.
Georges Redon meurt à Paris le 22 janvier 1943.

## Œuvres

### Affiche
- Roberte Sandre, 1897.
- Paulette Darty, 1897[4].

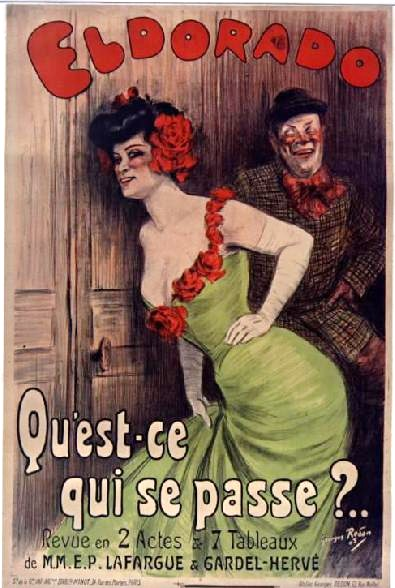
Eldorado. Qu'est-ce qui se passe ? (1905), affiche lithographiée.

- Théâtre d'ombres La Boîte à musique, 75 Bould. de Clichy, 1897 - [5].
- Champ de foire 25 rue Fontaine, 1897[6].
- Rhum Chauvet : propriété de la Cie des Antilles, 1898[7].
- Piper-Heidsiek, 1898[8].
- Au Village Suisse Luttes Suisses Luttes Libres [Exposition universelle], 1900.
- À la Place Clichy Blanc [grand magasin], Impr. Chaix, 1900[9].
- Rue d’Édimbourg Skating Palace, 1900[10].
- Théâtre de l'Opéra, 1901[11].
- Casino de Paris Féminissima Liane de Pougy, 1904[12].
- Ida Fuller, 1904[13].
- Casino de Paris. Grand championnat du monde des joutes à la lance organisé par le Journal l'Auto, 1904[14].
- Scala, Voyages d'amour, pièce de Gardel-Hervé, 1904[15].
- Eldorado Qu'est-ce qui se passe ?, 1905.
- Théâtre des Deux Masques 6 rue Fontaine, 1905[16].
- Du 1er dimanche de mai à fin septembre, Paris à St Germain par le vapeur Le Touriste : (café restaurant à bord), 1905[17].
- Marigny-Théâtre Marigny, revue, 1905[18].
- Qu'attendent-elles ? La réouverture de Marigny, 1905[19].
- Grands magasins du Printemps, 1905.
- Scala. La tournée des grands ducs, 1906.
- Scala. Bonjour toi !, 1906.
- Eldorado Bidouille, 1907.
- Casino Kurssal de Lyon. Ça grise, 1907[20].
- Scala de Lyon. « C'est Gentil d'être Venu », 1908[21].
- À Minuit Paris Café Riche Fantaisies-Attractions, 1911[22].
- Moulin de la Galette Montmartre, 1908, Paris, musée Carnavalet.
- Le Poilu ne fume que dans le « Poilu », 1915[23].
- L’œuvre de la permission du poilu des régions envahies chez les restaurateurs, limonadiers et hôteliers parisiens, 1915[24].
- Pour que vos enfants ne connaissent plus les horreurs de la guerre, souscrivez à l'emprunt national Société générale, Impr. Devambez, 1917[25].
- À l'auberge de la Pomme d'Api Louveciennes, 1927[26].
- Biscottes et gressins Hélios, 1929[27].

### Illustration
- Quelques illustrations de Paris en plein air, série « Le Beau Pays de France », Paris, Bibliothèque universelle en couleurs (BUC), 1897.

Illustrations pour Paris en plein air (1897)
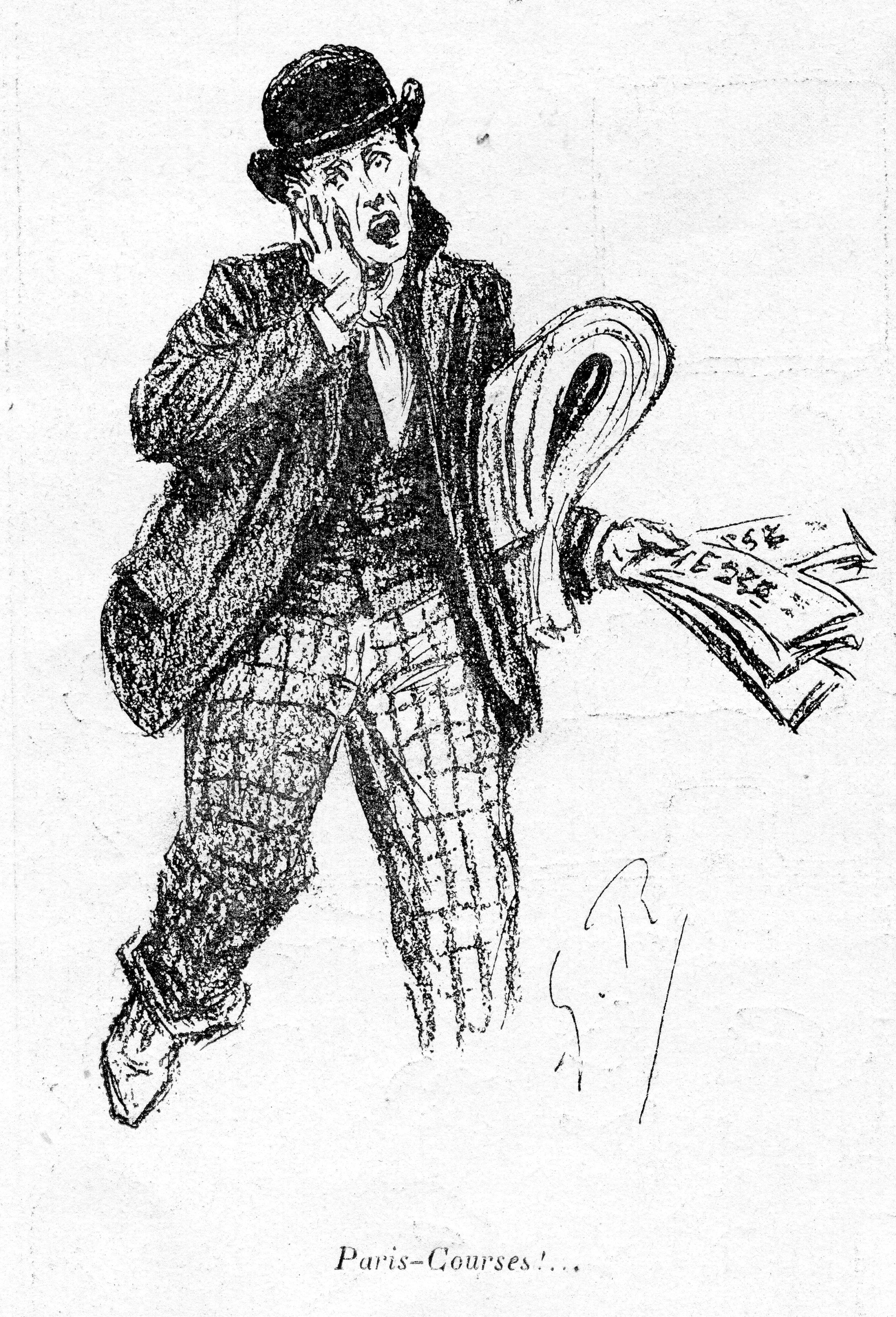
Paris-Courses !
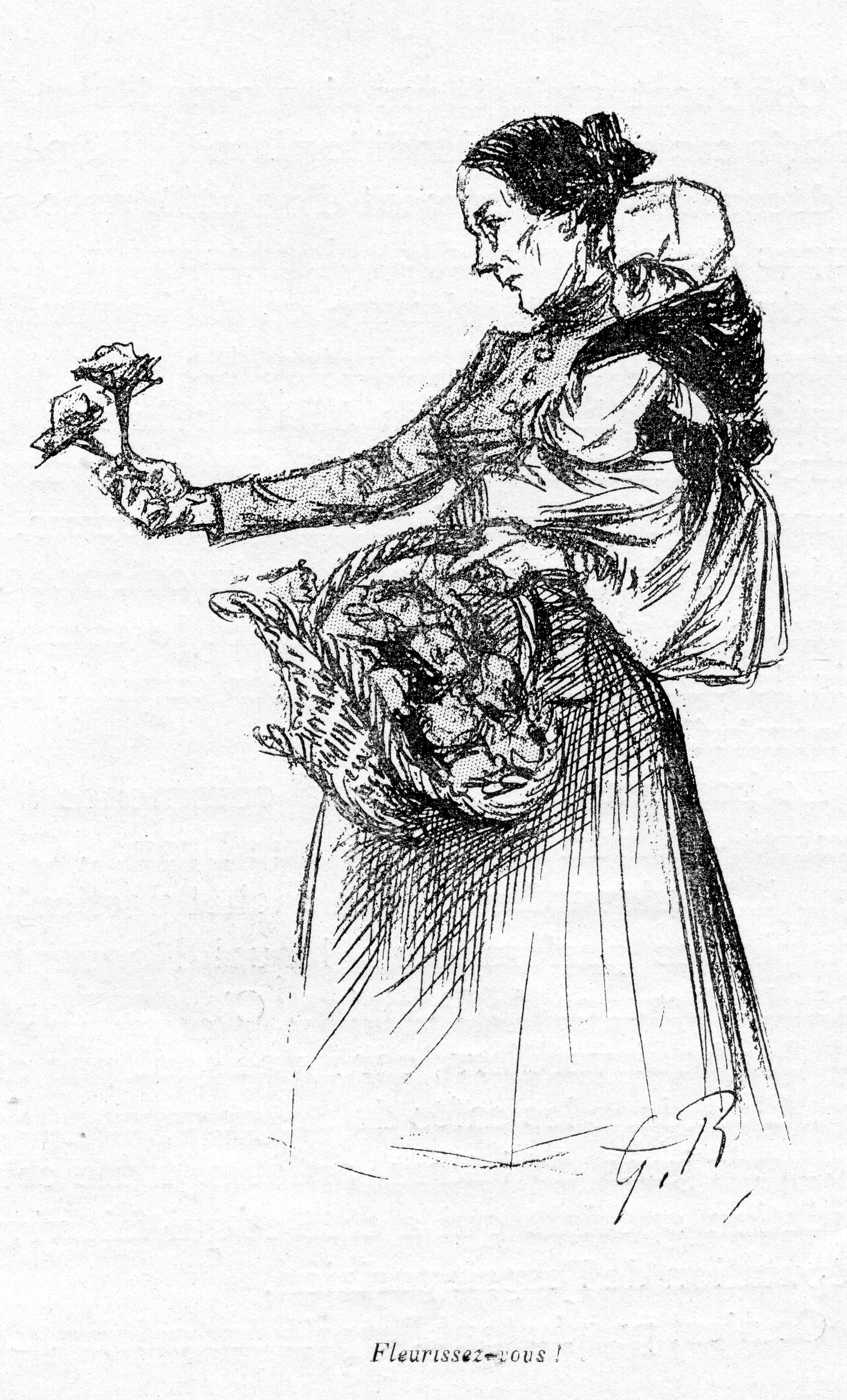
Fleurissez-vous !
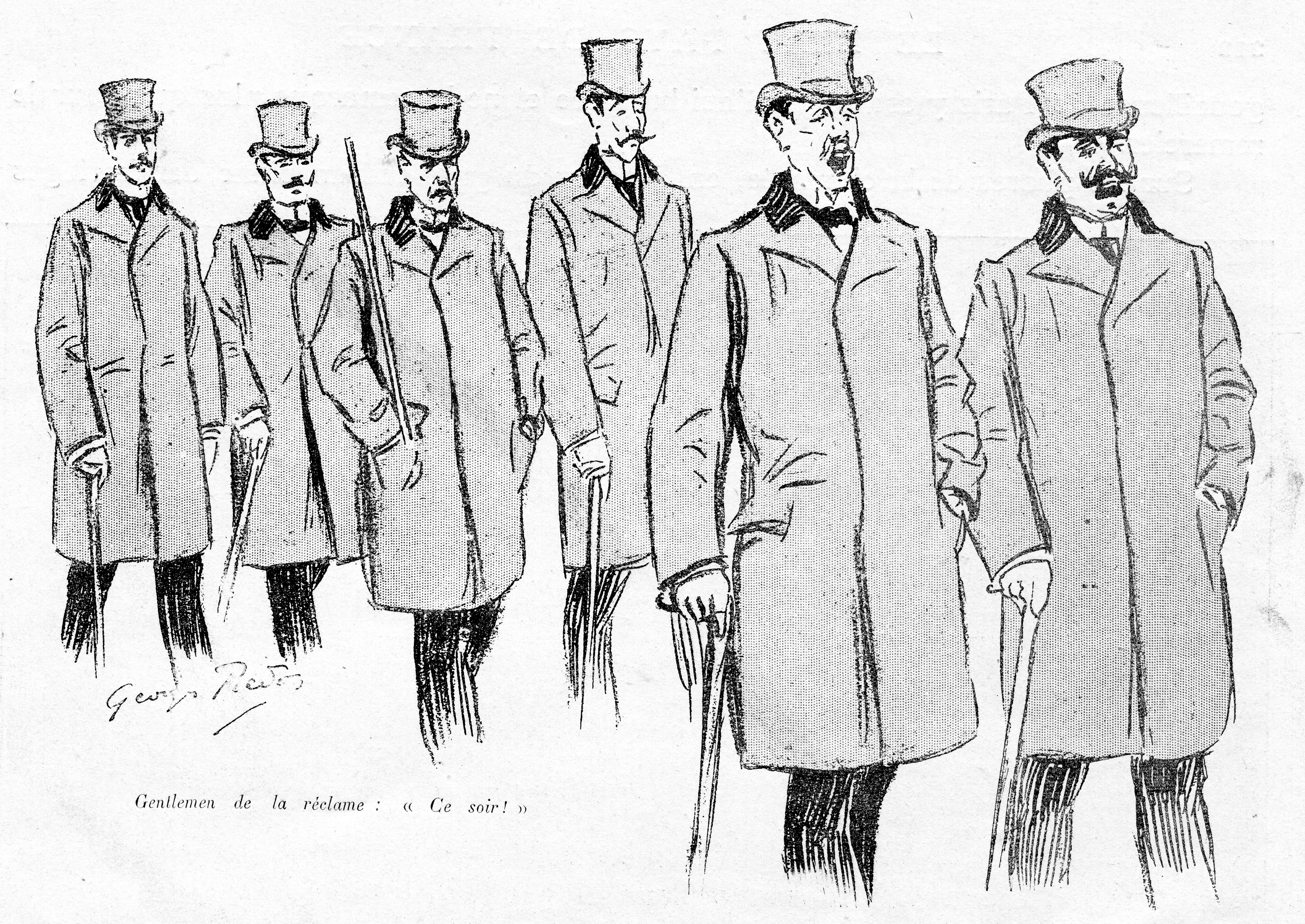
Gentleman de la réclame : « Ce soir ! »
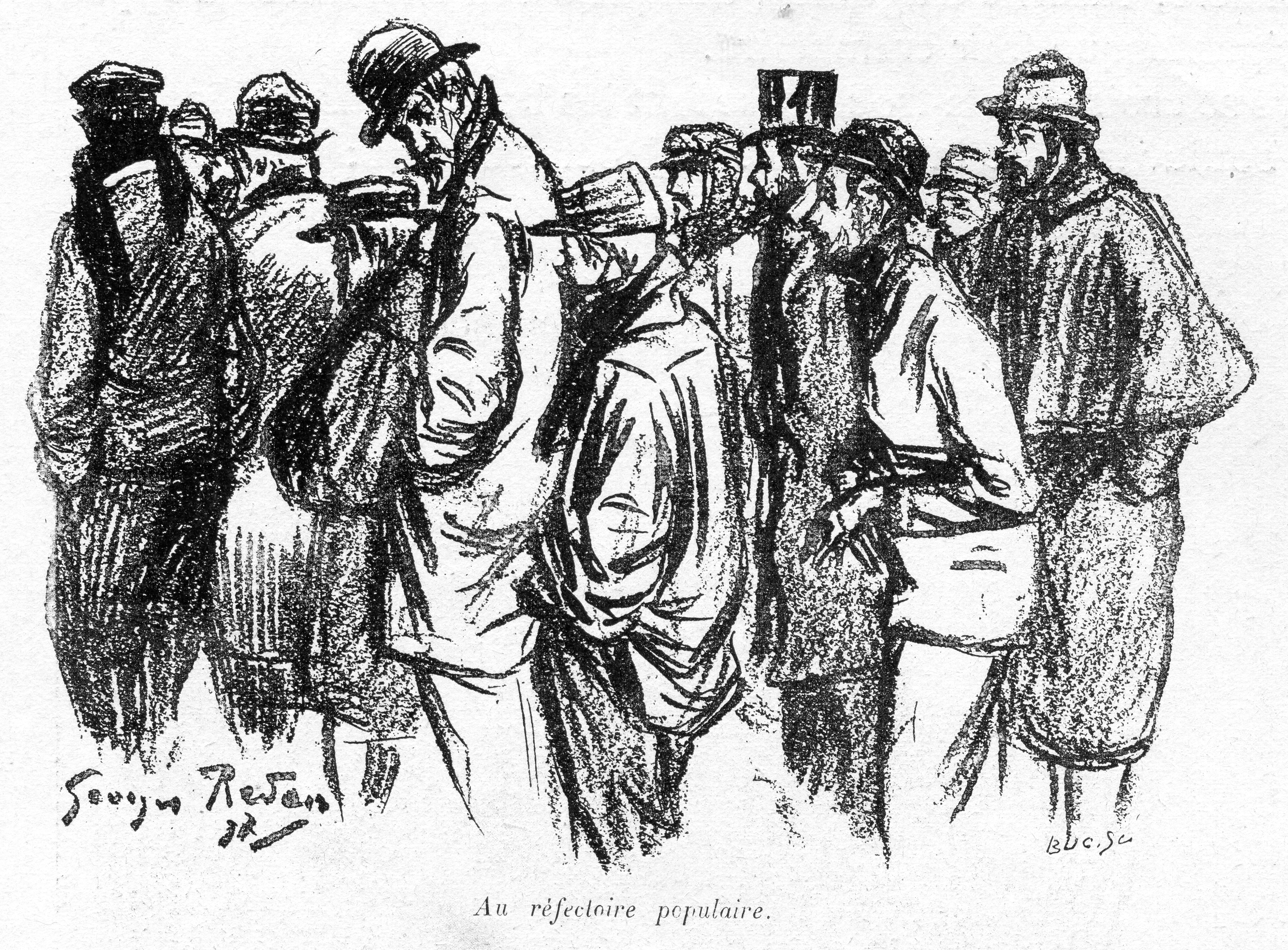
Au réfectoire populaire
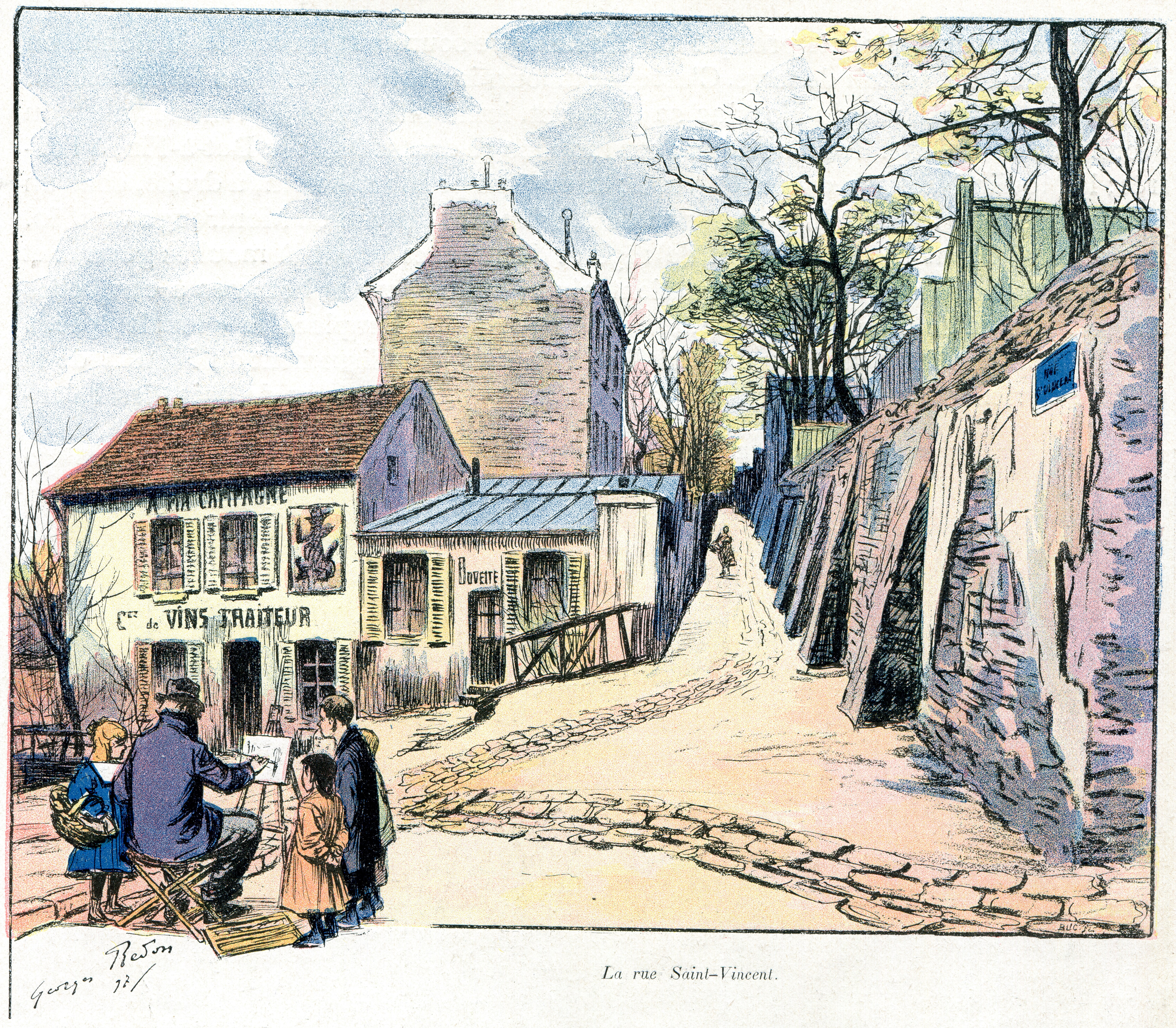
La rue Saint-Vincent
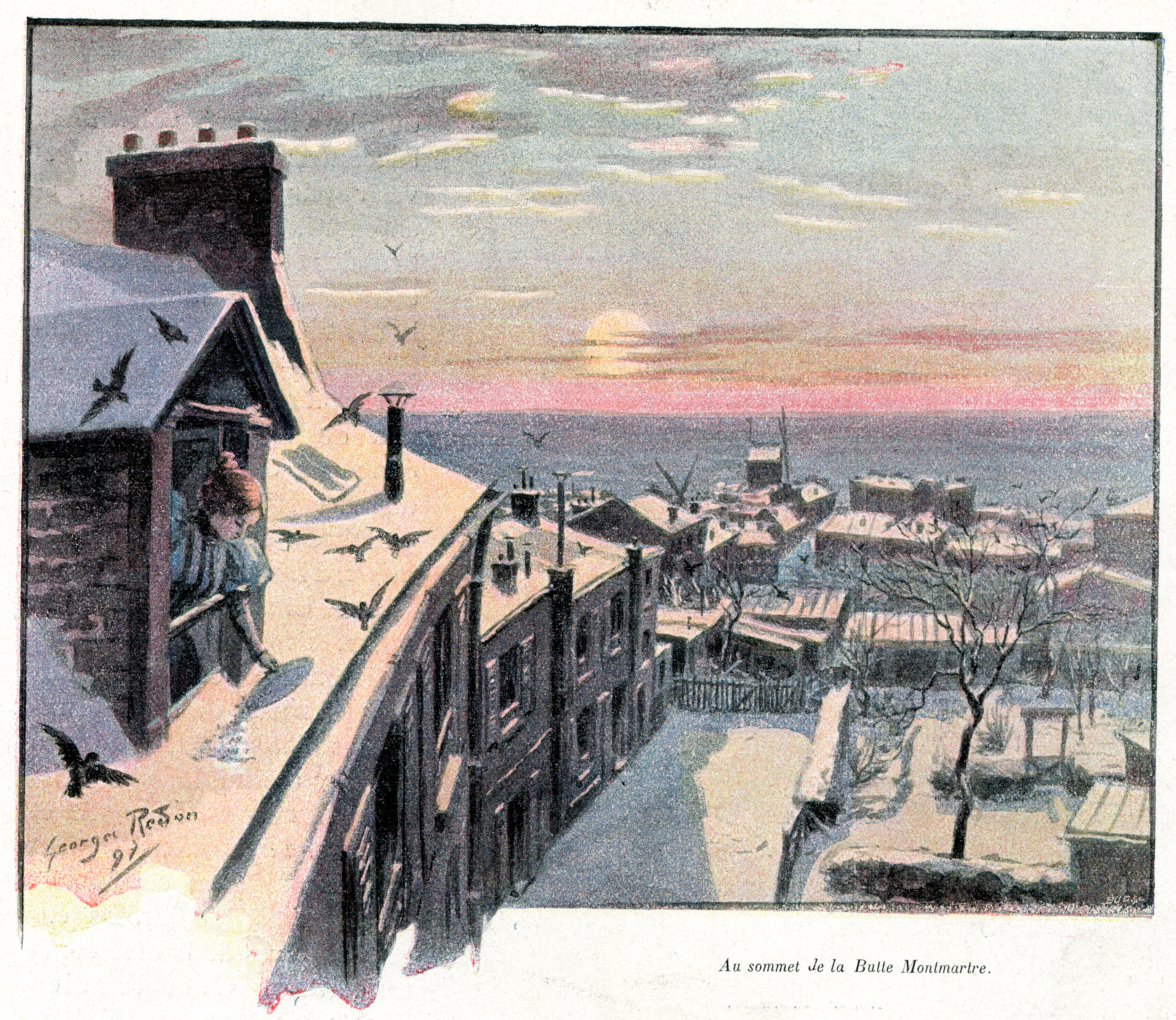
Au sommet de la Butte Montmartre